# Jean-Charles De Keyser
 (juin 2025).
Il peut être nécessaire de l'améliorer pour respecter le principe de neutralité de point de vue. Veuillez consulter la page de discussion pour plus de détails.

 (signalé en juillet 2025).
Si vous disposez d'ouvrages ou d'articles de référence ou si vous connaissez des sites web de qualité traitant du thème abordé ici, merci de compléter l'article en donnant les références utiles à sa vérifiabilité et en les liant à la section « Notes et références ».
- Archive Wikiwix
- Bing
- Cairn
- DuckDuckGo
- E. Universalis
- Gallica
- Google
- G. Books
- G. News
- G. Scholar
- Persée
- Qwant
- (zh) Baidu
- (ru) Yandex
- (wd) trouver des œuvres sur Wikidata

Jean-Charles de Keyser est l'Executive Chairman du Conseil d'administration de Skynet. Il est le responsable de Belgacom TV.

## Biographie
Précédemment, il a exercé les fonctions de CEO de RTL-TVi, de Club RTL et de Bel RTL, de CEO et Président du Conseil d'administration de RTL Klub en Hongrie, de Président des Conseils d'administration de RTL Nederland et de RTL Televizija en Croatie et a siégé aux Conseils de Surveillance de RTL France et de M6. 
En 1989, Jean-Charles De Keyser a lancé le Télévie (à comparer au Téléthon français, ici pour la lutte contre la leucémie) en Belgique et au Luxembourg en 2001. De 1987 à 2000, il a aussi été membre du Conseil supérieur de l'audiovisuel (Belgique). En 1990, il finance le registre des donneurs de moelle pour aider les personnes (en majorité adultes) atteintes d'une forme de leucémie que la chimiothérapie seule était impuissantes à guérir. 
Passionné de chansons françaises et de jazz, JCDK est un homme qui va au bout de ses passions. Il décide en 2003 de réaliser le rêve de sa vie : chanter avec un vrai orchestre comme les chanteurs qu'il admire. En mars 2005 il imagine un nouveau spectacle tournant autour de l'œuvre de Claude Nougaro. Dans le courant des années 2000, JCDK a été un temps sociétaire de l'émission radiophonique Les Grosses Têtes de Philippe Bouvard sur la radio RTL. En 2009, il prend la voix de Jérôme dans le film d'animation Bob et Bobette : Les Diables du Texas.